# Place (Reddit)

Logo von r/place 2022 und 2023

Place (offiziell r/place) ist ein wiederkehrendes Gemeinschaftsprojekt und soziales Experiment des sozialen Netzwerks Reddit.
Registrierte Benutzer können auf der Seite ein Pixelfeld bearbeiten, indem sie die Farbe eines einzelnen Pixels durch Auswählen aus einer 16-Farben-Palette ändern. Nachdem ein Pixel platziert wurde, hindert ein Timer den Benutzer für einen Zeitraum von 4 bis 5 Minuten daran, weitere Pixel zu platzieren.
Das erste Experiment wurde am 1. April 2017 von Reddit-Administratoren als Aprilscherz gestartet und etwa 72 Stunden nach seiner Erstellung am 3. April 2017 beendet. Über 1 Million Benutzer bearbeiteten die Leinwand und platzierten insgesamt etwa 16 Millionen Kacheln. Als das Projekt beendet wurde, waren über 90.000 Benutzer aktiv.
Am 1. April 2022 gab es einen Neustart des Projekts, das vier Tage andauerte. Vom 20. bis 25. Juli 2023 fand das Place im Zuge des Reddit-API-Protestes erneut statt.

## Experiment
Das Experiment basierte auf einem Subreddit namens /r/place, in dem registrierte Benutzer ein einzelnes farbiges Pixel (oder „Fliese“) auf einer leeren Leinwand mit einer Million (1000 × 1000) Pixelquadraten platzierten und dann nach Ablauf einer bestimmten Wartezeit immer wieder ein weiteres platzieren konnten. Im Jahr 2017 variierte die Wartezeit während des gesamten Experiments zwischen 5 und 20 Minuten und der Benutzer konnte die Farbe seines Pixels aus einer Palette von sechzehn Farben auswählen.

## Veranstaltungen
Das Experiment fand 2017 und 2022 jeweils ab dem ersten April und 2023 im Juli statt.

### 2017
Die frühen Stunden des Experiments waren geprägt von zufälliger Pixelplatzierung und chaotischen Versuchen der Bilderzeugung. Zu den ersten deutlich sichtbaren Bereichen der Leinwand gehörten eine Ecke aus vollständig blauen Pixeln (mit dem Namen „Blue Corner“) und eine Hommage an Pokémon. Als sich die Leinwand entwickelte, koordinierten einige etablierte Subreddit-Communities, die etwa für Videospiele, Sportmannschaften und einzelne Länder bestanden, die Bemühungen der Benutzer, bestimmte Abschnitte zu beanspruchen und zu dekorieren.
Andere Abschnitte der Leinwand wurden von Communitys entwickelt, die speziell für die Veranstaltung geschaffen wurden. Aus der Zusammenarbeit dieser Gemeinschaften sind mehrere Werke der Pixelkunst entstanden, die von fiktiven Charakteren und Internet-Memes bis hin zu patriotischen Flaggen, LGBT-Flaggen und Nachbildungen berühmter Kunstwerke wie der Mona Lisa und der Sternennacht reichten. Mehrere „Kulte“ bildeten sich, um verschiedene emblematische Merkmale wie eine schwarze Leere (The Black Void), grünes Gitter, die oben erwähnte blaue Ecke und eine mehrfarbige „Regenbogenstraße“ zu schaffen und aufrechtzuerhalten. Zum Zeitpunkt des Endes des Experiments am 3. April 2017 betrachteten und bearbeiteten über 90.000 Benutzer die Leinwand und über eine Million Benutzer hatten insgesamt etwa 16 Millionen Kacheln platziert.

### 2022

Farben von r/place 2022

Das Projekt startete am 1. April 2022 erneut für vier Tage. Die Größe der Leinwand wurde am 2. und 3. April verdoppelt und es wurden jeweils acht zusätzliche Farben freigeschaltet. Am 5. April um 6.00 Uhr deutscher Zeit wurde das Projekt geschlossen. Gegen Ende konnte nur noch Weiß verwendet werden, und innerhalb kürzester Zeit war daraufhin die komplette Leinwand weiß gefärbt.
Bis zu diesem Zeitpunkt hatte sich die deutsche Community organisiert, um zwei Deutschlandflaggen einzuarbeiten, die beide fast vollkommen horizontal ausgebreitet wurden. Auf den Flaggen wurden zahlreiche Ornamente verteilt. Zu diesen gehören Wahrzeichen wie das Reichstagsgebäude, das Brandenburger Tor und der Berliner Fernsehturm. Auch wurden spezifische Wahrzeichen wie Lebensmittel, Infrastruktur (Autobahnschild, Züge und Autos) und Persönlichkeiten wie Angela Merkel oder Albert Einstein abgebildet. Ebenfalls einen großen Teil der Flagge nahmen die Abbilder diverser Figuren aus Kindersendungen und -büchern ein, so wurden Figuren aus der Sendung mit der Maus, Biene Maja und Bernd das Brot nachempfunden. Auch wurden einige politische und historische Zeichen abgebildet, wie eine Europaflagge mit weißer Taube an der Kreuzung zur französischen Flagge und ein Trauerdenkmal an den Ersten Weltkrieg in Form eines Grabes am Kreuzungspunkt mit der belgischen Flagge.

### 2023

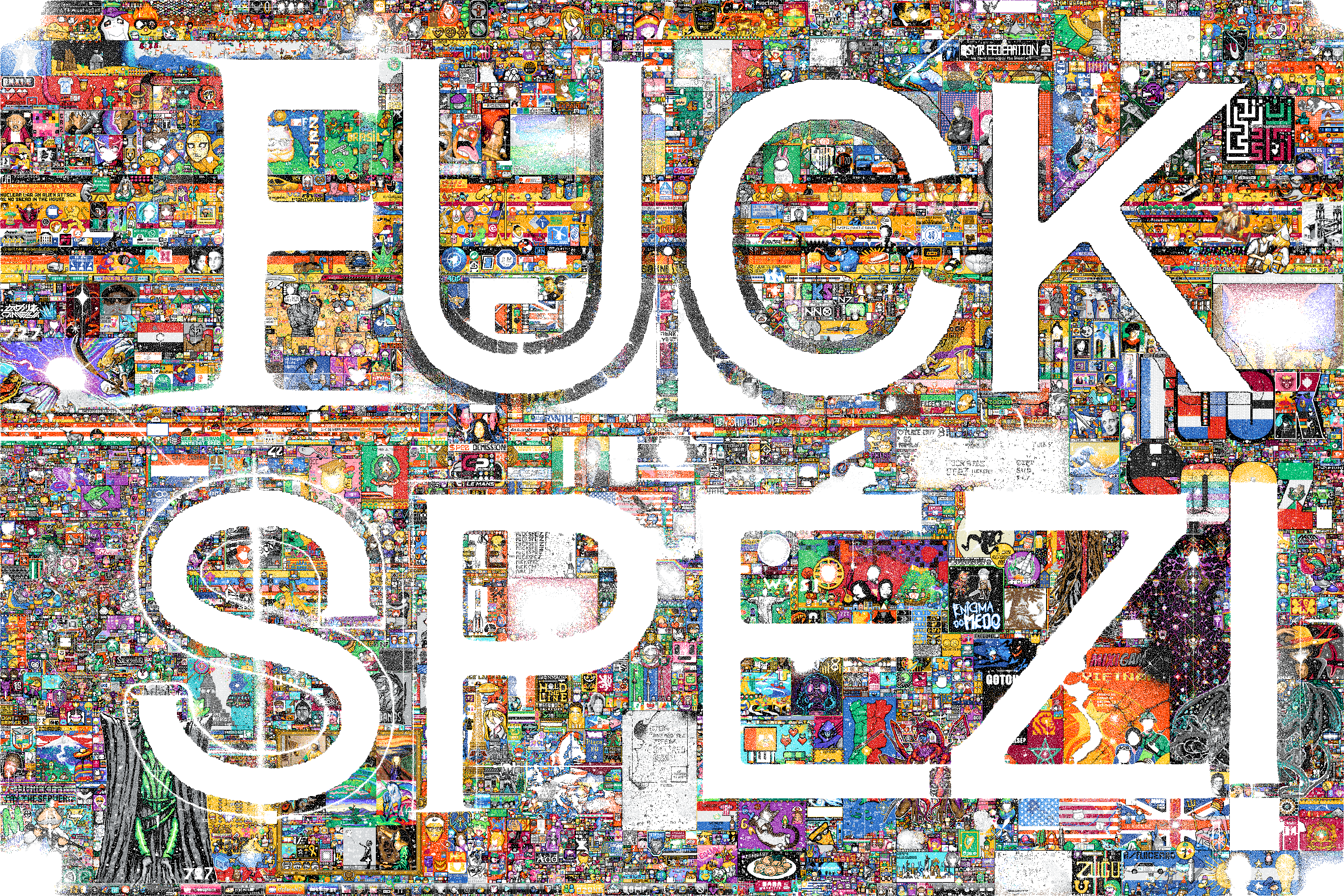
„Fuck spez!“-Schriftzug zu Ende des Events

2023 fand das Place-Event nicht wie üblich am 1. April statt, sondern wurde nach mehreren Verschiebungen, wie von den Veranstaltern bekanntgegeben, auf den 20. Juli gelegt und lief für sechs Tage. Über diesen Zeitraum erweiterte sich der Canvas insgesamt sechs Mal zu allen vier Seiten. Der Slogan für das Place-Event lautete „Richtiger Ort (Place), falsche Zeit“ (original: „Right place, wrong time“), was eine Anspielung auf das derzeitige Chaos auf der Plattform Reddit darstellte: Zuvor kam es infolge einiger Unternehmensentscheidungen über die Reddit-API zu „Streiks“ unter den Nutzern und einer grundlegenden Abneigung gegen den Reddit-CEO Steve Huffman. Auf dem Canvas selbst wurden zahlreiche Beschimpfungen gegen Huffman untergebracht, wie das ständig wiederholte „Fuck spez“ (u/spez ist der Benutzername von Huffmann auf Reddit) und auch die deutsche Community, welche das Event dominierte, platzierte auf ihrer Flagge als erstes die Worte „u/spez ist ein Hurensohn“. Schlussendlich wurde der Canvas mit einem großflächigen „Fuck spez!“-Schriftzug gefüllt. Auch Abseits dieses Protests entstanden neben üblichen Länderflaggen und Fankunstwerken einige aufwendigere Kunstwerke wie Nachbildungen der berühmten Gemälde „Der Schrei“ und „Der Wanderer über dem Nebelmeer“. Die deutsche Community füllte ihre Flagge erneut mit wichtigen (Fernseh-)Figuren oder Symbolen Deutschlands, die meist einen humoristischen Einklang hatten. Zu den größeren Kunstwerken zählten ein kiffender Karl Lauterbach und ein Porträt der Geschwister Scholl. Aber auch außerhalb der Flagge spielte die deutsche Community eine Rolle, indem sie beispielsweise die türkische Flagge kurzzeitig in ein DB-Logo verwandelte, mit einem großen Kunstwerk an den verstorbenen YouTuber Technoblade erinnerte, „Slifer den Himmelsdrachen“ aus dem Yu-Gi-Oh!-Universum nachbildete oder allgemein größere Kunstwerke in internationaler Zusammenarbeit erstellte. Durch den unteren Rand zog sich gegen Ende eine Windows-Taskleiste, die mit „Apps“ wie Minecraft und einer minütlich nach MEZ aktualisierten Uhrzeit ausgestattet war. Einige der aufgezählten Aktionen entstammten dabei allerdings nicht nur der offiziellen deutschen r/placeDE-Community, sondern auch deutschen Streamern wie Papaplatte (eine Abbildung von ihm wurde auch gepixelt) oder RvNxMango und deren Communitys. In der Endphase war es zunächst nur möglich, Schwarz-, Weiß- und diverse Grautöne hinzuzufügen. In den letzten Minuten konnten wie im Vorjahr nur noch weiße Pixel platziert werden, wodurch andere Farben langsam verschwanden. Deutschland hat mit insgesamt 22.677.663 Pixeln die meisten Pixel auf dem Canvas platziert.